# John D. Dunning
Pour les articles homonymes, voir Dunning.

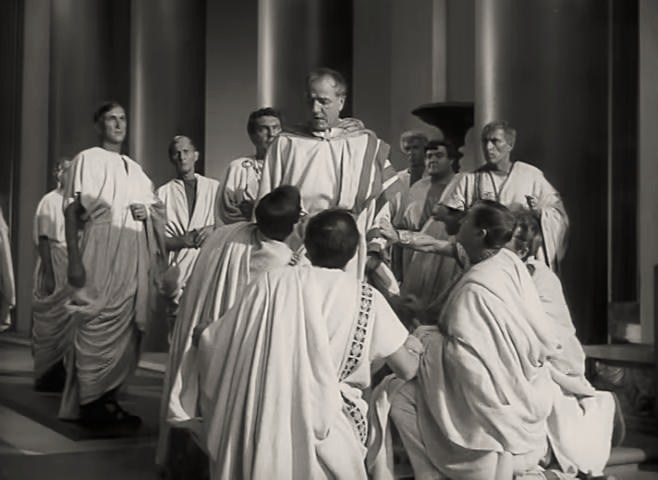
Jules César (1953),
avec Louis Calhern au centre, dans le rôle-titre

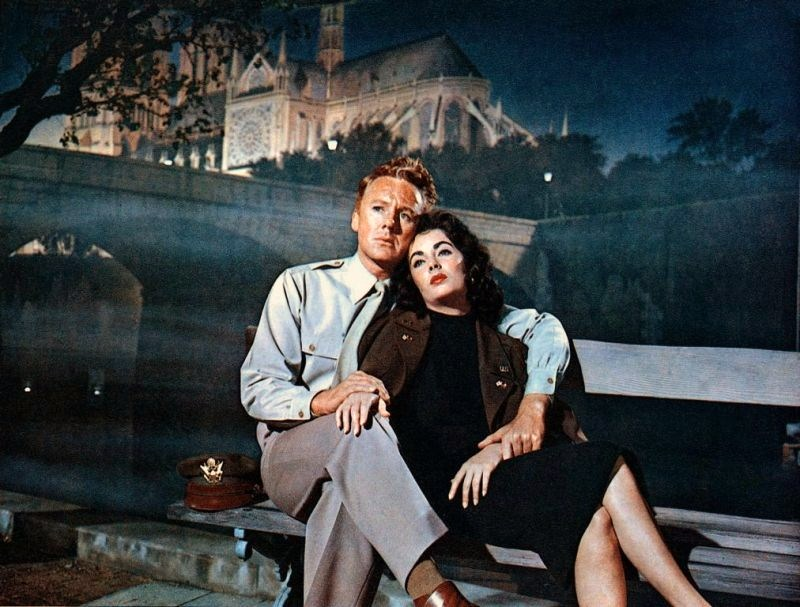
La Dernière Fois que j'ai vu Paris (1954),
avec Van Johnson et Elizabeth Taylor

John Daniel Dunning — né le 5 mai 1916 à Los Angeles (Californie), mort le 25 février 1991 à Santa Monica (Californie) — est un monteur américain, connu comme John D. Dunning (ou John Dunning), membre de l'ACE.

## Biographie
Au cinéma, John D. Dunning fait carrière à la MGM et assure le montage de vingt-quatre films américains, les deux premiers sortis en 1947.
Parmi ses films notables, citons Bastogne de William A. Wellman (1949, avec Van Johnson et John Hodiak), Show Boat de George Sidney (1951, avec Kathryn Grayson et Ava Gardner), Jules César de Joseph L. Mankiewicz (1953, avec Marlon Brando et Louis Calhern), L'Arbre de vie d'Edward Dmytryk (1957, avec Montgomery Clift et Elizabeth Taylor), ou encore Ben-Hur de William Wyler (1959, avec Charlton Heston et Stephen Boyd).
Son dernier film est le western La Ruée vers l'Ouest d'Anthony Mann (avec Glenn Ford et Maria Schell), sorti en 1960.
Bastogne et Ben-Hur précités lui valent chacun une nomination à l'Oscar du meilleur montage (gagné pour le second).
Après son retrait du grand écran, John D. Dunning œuvre à la télévision et contribue au montage de quatorze séries américaines entre 1961 et 1969, dont Le Jeune Docteur Kildare (intégrale, 1961-1966), Flipper le dauphin (cinquante-huit épisodes, 1964-1966) et Des agents très spéciaux (intégrale, 1964-1968).
Son ultime contribution est pour le téléfilm The Mask of Sheba de David Lowell Rich (1970, avec Walter Pidgeon et Inger Stevens), après quoi il se retire.

## Filmographie partielle

### Cinéma
- 1947 : Le Souvenir de vos lèvres (This Time for Keeps) de Richard Thorpe
- 1947 : Éternel Tourment (Cass Timberlane) de George Sidney
- 1948 : La Belle imprudente (Julia Misbehaves) de Jack Conway
- 1948 : Le Retour (Homecoming) de Mervyn LeRoy
- 1949 : Bastogne (Battleground) de William A. Wellman
- 1950 : Années de jeunesse (The Happy Years) de William A. Wellman
- 1951 : Show Boat de George Sidney
- 1951 : Au-delà du Missouri (Across the Wide Missouri) de William A. Wellman
- 1952 : Au pays de la peur (The Wild North) d'Andrew Marton
- 1952 : My Man and I de William A. Wellman
- 1953 : Jules César (Julius Caesar) de Joseph L. Mankiewicz
- 1953 : Sergent la Terreur (Take the High Ground) de Richard Brooks
- 1954 : Rhapsodie (Rhapsody) de Charles Vidor
- 1954 : Voyage au-delà des vivants (Betrayed) de Gottfried Reinhardt
- 1954 : La Dernière Fois que j'ai vu Paris (The Last Time I Saw Paris) de Richard Brooks
- 1955 : Le Tendre Piège (The Tender Trap) de Charles Walters
- 1955 : Mélodie interrompue (Interrupted Melody) de Curtis Bernhardt
- 1956 : Le Cygne (The Swan) de Charles Vidor
- 1957 : L'Arbre de vie (Raintree County) d'Edward Dmytryk
- 1958 : Les Frères Karamazov (The Brothers Karamazov) de Richard Brooks
- 1959 : Ben-Hur de William Wyler
- 1960 : La Ruée vers l'Ouest (Cimarron) d'Anthony Mann

### Télévision
(séries, sauf mention contraire)
- 1961-1966 : Le Jeune Docteur Kildare (Dr. Kildare), saisons 1 à 5, 191 épisodes (intégrale)
- 1963-1964 : Les Voyages de Jaimie McPheeters (The Travels of Jaimie McPheeters), saison unique, 26 épisodes (intégrale)
- 1964-1966 : Flipper le dauphin (Flipper), saisons 1 et 2, 58 épisodes
- 1964-1968 : Des agents très spéciaux (The Man from U.N.C.L.E.), saisons 1 à 4, 105 épisodes (intégrale)
- 1966-1967 : Annie, agent très spécial (The Girl from U.N.C.L.E.), saison unique, 27 épisodes
- 1970 : The Mask of Sheba, téléfilm de David Lowell Rich

## Distinctions
- Deux nominations à l'Oscar du meilleur montage :
  - En 1950, pour Bastogne (nomination uniquement) ;
  - Et en 1960, pour Ben-Hur (gagné – récompense partagée avec Ralph E. Winters).